# フェンロー事件
フェンロー事件（英語: Venlo Incident）は、1939年11月9日にドイツの親衛隊保安部（SD: Sicherheitsdienst）によって行われた作戦の最中に、2名のイギリス秘密情報部（SIS: Secret Intelligence Service）の部員がオランダのフェンロー市の外延、ドイツ国境から5メートル（16フィート）離れた地点で捕らえられた事件。
この事件は後にドイツのナチス政権によって、1939年11月8日にドイツ・ミュンヘンのビュルガーブロイケラーで起きた、ゲオルク・エルザーによるアドルフ・ヒトラー暗殺の失敗に帰した企てにイギリスを結びつけ、また1940年5月10日のドイツによる中立国オランダへの侵攻の正当化を助けるために利用された。

## 背景

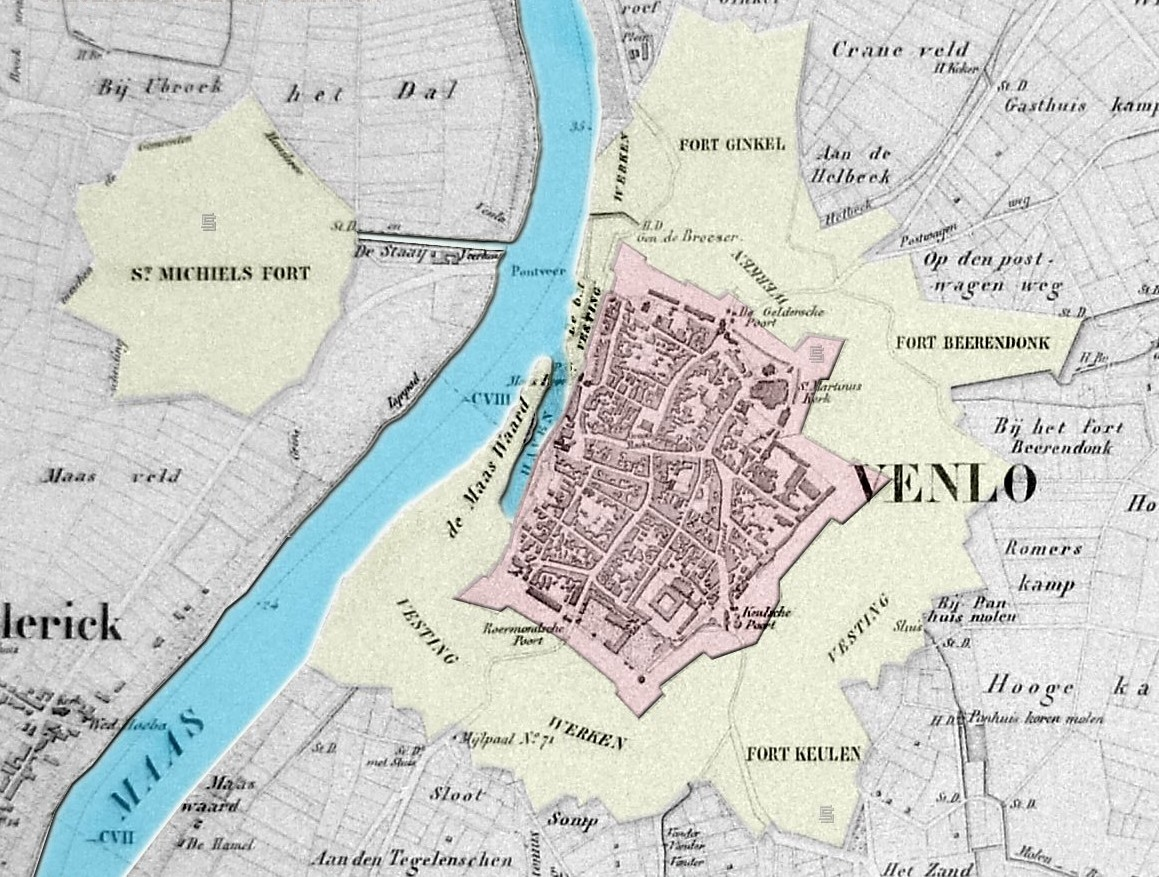
マース川岸のフェンローの歴史的市街。（1850年頃）

1939年9月3日のイギリスによるナチス・ドイツへの宣戦布告の後も、イギリス首相ネヴィル・チェンバレンはなおドイツとの間で、あまりに流血が重なる前に妥協による和平を探ることに興味を抱いていた。イギリス政府は、ドイツ国防軍指導層の中に広く存在する対抗勢力の存在をよく弁えていた。
1939年の秋にかけて、ドイツの対抗勢力はイギリス政府に対して探りを持ち出していた。10月、ミュンヘンの法曹ヨーゼフ・ミュラーはハンス・オスター大佐の黙認を受けて、ヴァチカン経由でイギリス側と接触をもった。エーリッヒ・コルトの弟テオドール・コルトは、スイス・ベルンで同様の目的を追求していた。
スウェーデンの資本家ビルガー・ダーレルスは、一部はオランダ国内で行われたシャトル外交の初期形態を通じて、和平を確立させようとした。そして10月初め、トルコ・アンカラのオランダ大使フィリップス・クリスティアン・ヴィッサーは、ヒトラー政権の元副首相であり当時のドイツ大使であったフランツ・フォン・パーペンが作成した、ダーレルスの案に沿った和平の提議を、イギリス大使サー・ヒュー・ナッチブル・ヒューゲッセンに連絡していた。
1939年9月のドイツによるポーランド侵攻に先立つ時期の、ヨーロッパでの第二次世界大戦を避けようとする外交的な努力は、全てが無に帰していた。従って、フィッシャー（Fischer）という名前のドイツ人亡命者が、国外に出たカトリック系指導者であり、オランダにおけるイギリス軍情報部への情報提供者であったカール・シュピッカー（Karl Spiecker）の信頼を得ることに成功すると、イギリスのSISはフィッシャーが提供する情報に興味を抱き始めた。

## 内密の会合

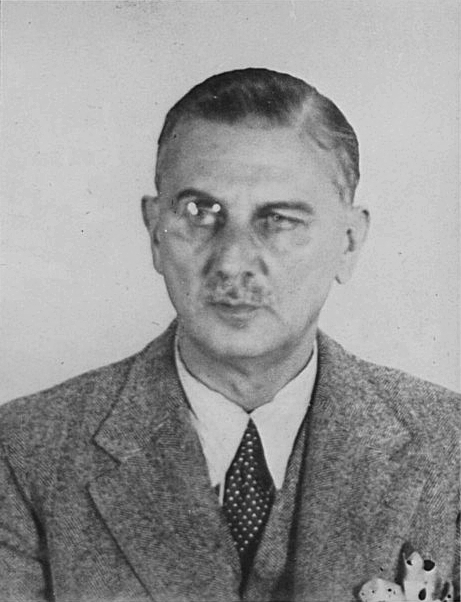
シギスムンド・ペイン・ベスト大尉。（1939年）

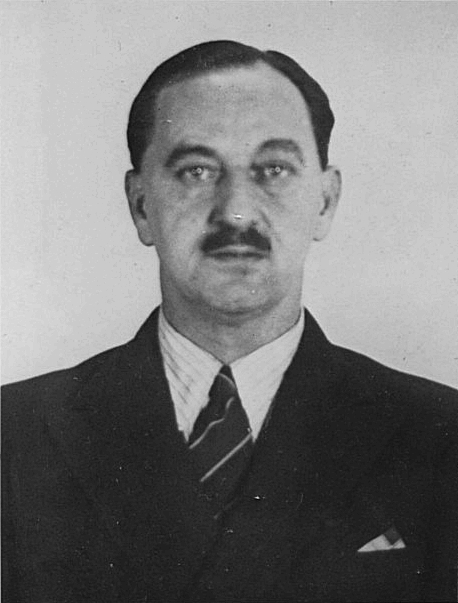
リチャード・ヘンリー・スティーヴンス少佐（事件当時）。（1939年）

1939年9月の初め、フィッシャーとイギリスのSIS要員シギスムンド・ペイン・ベスト大尉との会合が設定された。ベストは熟練のイギリス陸軍情報将校であり、オランダ人の妻とともにデン・ハーグに住む商業従事者という体裁で働いていた。
続く数度の会合はリチャード・ヘンリー・スティーヴンス少佐、デン・ハーグの旅券管理官として密かにイギリスSISのために働いていた、経験では劣る諜報要員を交えたものであった。ベストとスティーヴンスがドイツ国境近くのオランダ軍動員地帯を通過するにあたって援助するため、若年のオランダ軍士官ディルク・クロップ中尉がオランダ軍情報部門の長ヨハン・ファン・オールショット少将によって抜擢を受けていた。クロップはファン・オールショットから、秘密会合に臨席する許可を得ていたが、自国の中立性ゆえに参加することはできなかった。
フィッシャーが初期の会合に伴った参加者たちは、ヒトラーに対する陰謀に協力し、ヒトラーが退けられれば連合国と和平を締結することに興味を持つドイツ軍士官を装っていた。フィッシャーがイギリス情報部員との会合の設定に成功したことが判明すると、親衛隊保安部の外国情報部門のヴァルター・シェレンベルク親衛隊少佐がそれらの会合に出席し始めた。「シェンメル大尉（Hauptmann Schämmel）」を装っていたシェレンベルクは、当時ハインリヒ・ヒムラーの信頼厚い諜報要員であり、フェンローの作戦の間にはラインハルト・ハイドリヒと密接に連絡を取っていた。
イギリスのSIS要員とドイツのSD士官の間での最後の会合で、シェレンベルクはある将軍を翌日の会合に連れてくると約束した。それに代えて、ドイツ側は交渉を不意に打ち切り、ベストとスティーヴンスを拉致した。

### 次第

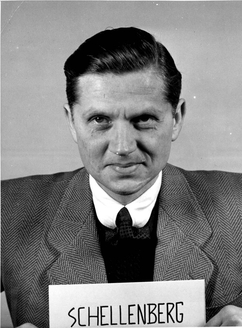
ヴァルター・シェレンベルク親衛隊少佐（事件当時）。当写真は戦後、ニュルンベルク裁判に際して撮影された。

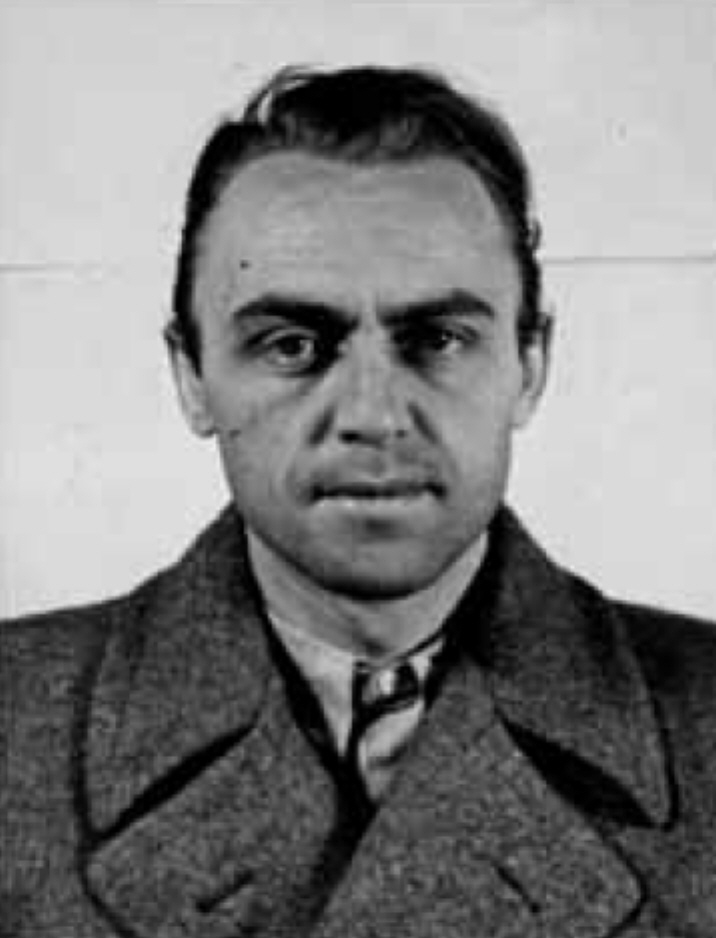
アルフレート・ナウヨックス親衛隊少佐（事件当時）。当写真は1944年、アメリカ軍の下への逃亡後に撮影された。

シギスムンド・ペイン・ベスト大尉が著書『The Venlo Incident』（『フェンロー事件』）で回想する、拉致に至った秘密会合の概要は以下の通りである。
- ベストはフィッシャー[注釈 3]と、1939年9月の初めにオランダ国内の不詳の場所で面会した。

- 2度目の会合に、フィッシャーはベストに引き合わせるためゾルムス少佐[注釈 4]を同道した。ベストはゾルムスがドイツ空軍の少佐であると信じた。彼らはフェンローの街の小さなホテルで面会した（日時は不詳）。

- ベストは1週間後、フィッシャーとゾルムス少佐と面会した（場所と日時は不詳）。ゾルムスはベストへ、ヒトラーを権力から排除する陰謀が存在し、数名のドイツ国防軍の最高位将官がそれに関わっていると告げた。「首謀者」がベストと直接の形でのみ交渉を行うとして、ゾルムスはそれ以上の詳細を明かすことはできなかった。しかしながら、彼らが会見する前に、ベストが真正のイギリス諜報要員である確証を求め、BBCのドイツ語ニュース放送で特定の文章が放送されるべく彼が取り計らうように依頼した。10月11日にこれが2度に渡って行われ、同じ頃にベストはゾルムス少佐から、自身がゲシュタポの監視下にあるのではないかと恐れており、「低く伏せている」必要があると告げられた。

- 10月20日、フィッシャーやスティーブンス少佐、クロップ中尉[注釈 5]とともにベストは、フォン・ザイドリッツ大尉[注釈 6]とグロシュ中尉[注釈 7]という2名のドイツ軍士官と、ベストの友人がアーネムに所有していた個人邸宅で面会した。会合はオランダ警察に遮られ、ほとんど進展を見なかった。「2名の『フン人』[注釈 8]は度を失うほどに怖がっているようで、帰りたがっているという点を除いて、彼らから何かを引き出すことは非常に困難であった」とベストは回想した。

- 10月30日、ベストとスティーヴンス少佐、クロップ中尉は3名のドイツ軍士官、グロシュ中尉とマルティニ大佐[注釈 9]、そしてシェンメル少佐[注釈 10]とデン・ハーグで会見した（クロップは3名のドイツ軍人を、彼らが国境付近でオランダ警察に拘束された後にディンクスペルロ（英語版）付近で迎えていた）。ドイツ軍人を代表して話したシェンメル少佐は、ドイツの現況、ポーランド戦役における人員と物資の損失、そして戦争の早期終結の緊急性を概説した。シェンメルはさらに、ヒトラーは参謀幕僚からの助言を受け入れないであろうし、排除の必要があるものの、彼の暗殺は大混乱に繋がるであろうと述べた。狙いは彼を拘束下に置き、軍人の指導集団へ和平の交渉を始める権限を付与する命令を出すよう強制することである。「我々はドイツ人であり、我々自身の国家の利害を第一に考えねばなりません。ヒトラーに対して何らかの手を打つ前に、イギリスとフランスが公正でありまた栄誉ある和平を我々に認める用意があるかどうかを、我々は知りたく思います」とシェンメルが会合で述べたと、ベストは回想する。さらなる対話を容易にするために、1揃いの無線送信・受信機がドイツ側に提供された。スティーヴンスはシェンメルの質問をロンドンへ照会し、1日ないし2日後に、言質を与えない返答が戻ってきた。さらなる伝言が無線で毎日のように交換され、次いで新たな会合が設定された。

- 11月7日、ベストとスティーブンス少佐、クロップ中尉は2名のドイツ軍士官、グロシュ中尉にシェンメル少佐と会合を持った。フェンロー市の外延にある「カフェ・バッカス」で会合を持つにあたって助力したのがクロップで、この現場は国境越えの場所に近く、ドイツ側にはより好適であった。ベストとスティーヴンスは、ドイツ軍人に彼らの質問に対するロンドンの返答の概要を口頭で述べた。その返答は彼らの期待に見合わなかったようであったものの、ドイツ側はそれを「上官」に伝えると述べ、また当人はヒトラーに対する陰謀が失敗した場合の保護手段として、ベストとスティーヴンスに「秘密書類」を託したがっているとして、翌日に当人と会見するよう提案した。

- 11月8日、ベストとスティーヴンス少佐、クロップ中尉はカフェ・バッカスで、シェンメルのみと会った。来ることになっていた将軍は、オランダ女王とベルギー王から行われた和平の呼びかけについて考慮するべく、ミュンヘンでの緊急会合のためにヒトラーから呼び出されたとシェンメルは述べた。シェンメルはベストとスティーヴンスに、将軍が出席できるように同じ現場で翌日に再び会合を行うことを求め、ヒトラーに対する「企て」は土曜日（11日）に行われることとなるので、翌日が会合の最後の機会であろうと付け加えた。

- 11月9日、16時に会合が計画されていた。最後の会合に関して、クロップはオランダ警察の警備が国境に詰めているように取り計らった。これまでの会合とは異なり、ベストとスティーヴンスは自分たちもブローニング自動拳銃で武装して、不測の事態に備えた。

## イギリス情報部員の拘束

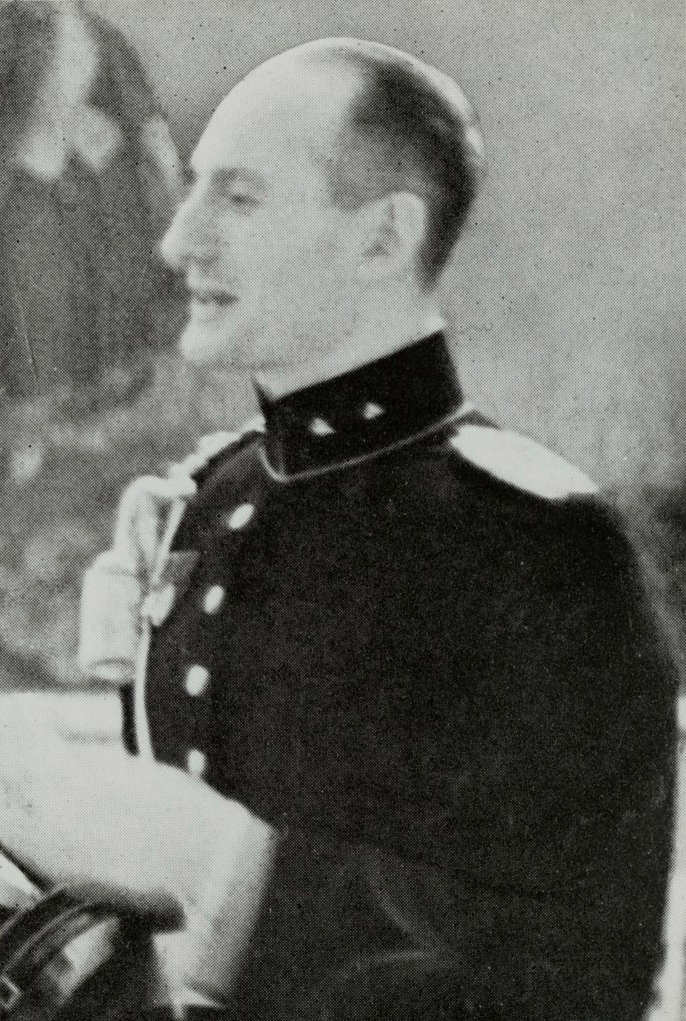
オランダ軍のディルク・クロップ中尉。（1939年）

1939年11月9日の早くに、シェレンベルクはヒムラーからの、イギリスSIS情報部員ベストとスティーヴンスを拉致する命令を受け取った。SD要員のアルフレート・ナウヨックス親衛隊少佐が作戦を指揮する親衛隊特別行動部隊が命令を遂行した。16時にシェンメル（シェレンベルク）との間で計画されていた会合のため、ベストはカフェ・バッカスの駐車場に車で乗り入れた。スティーヴンスが彼の脇に、そしてディルク・クロップと彼付きの運転手ヤン・レメンス（Jan Lemmens）が後部座席に座っていた。
ベストが車から出る時間もないままに、ナウヨックスのSD要員たちが到着した。短時間の銃撃戦で、クロップは致命傷を負った。手をいましめられて壁沿いに立たされた後に、ベストとスティーヴンスはヤン・レメンスとともにSDの車に押し込められた。クロップはベストの車に引き入れられ、両方の車が発進してドイツへと国境を越えた。
ベルリンへの道中、デュッセルドルフに着くと、自分に対する念入りな身体検査が行われたとベストは回想する。デュッセルドルフでは拉致に加わった一人がベストへ、当の行動の理由は総統に対する陰謀を企んだドイツ人を捕えることにあり、その者たちは前夜の彼の生命を狙った企てについて責があると語った。クロップはデュッセルドルフのプロテスタント系病院へ収容された。当番の医師は数年後に、クロップは収容時に意識不明で、同日に頭部銃創により死亡したと回想した。

## ゲオルク・エルザーとの繋がり
11月8日のミュンヘン・ビュルガーブロイケラーにおける暗殺の企てに先立って、ナウヨックスと彼の班はシェレンベルクを支援するためデュッセルドルフに派遣されていた。ヒトラーはその個人用列車がミュンヘンよりベルリンへ戻る前から既に、オランダのイギリスSIS士官を問いただすためベルリンに連行するよう命令した。ヒムラーは11月9日の朝早くに、シェレンベルクへ命令を発した。
ミュンヘンでゲシュタポの尋問を受けていた容疑者のゲオルク・エルザーが、単独行動を主張していたにせよ、ドイツ世論のイギリスに対する敵意を掻き立てる手段として、暗殺の企ての宣伝価値をヒトラーは悟っていた。11月21日にヒトラーは、ミュンヘンの爆弾事件の背後にイギリス情報機関が存在するという争う余地のない証拠を保有しており、オランダ国境付近で2名のイギリス諜報員が逮捕されたと言明した。翌日に、ドイツ各紙がこの話を掲載した。ドイツ・アルゲマイネ・ツァイトゥング紙の第一面はゲオルク・エルザー、「スティーヴンス大尉」そして「ベスト氏」と名指しされた陰謀者たちの写真を添えていた。

## その後
ナチス系報道機関は、ベストとスティーヴンスが拉致された後の21日間に渡ってゲシュタポが、受け取った無線送受信機を用いて無線連絡を続け、イギリス情報機関を欺いたと伝えた。ヒムラーは「しばらくすると、あのように高慢で愚かな人々とのやり取りにうんざりするようになった」と軽口を叩いたとされている。
イギリス外務省は、1939年秋のイギリス・ドイツ間秘密交渉にヒムラーが関わっており、そしてネヴィル・チェンバレン首相と外相ハリファックス卿が関与した対話は、真正の和平交渉であったと考えた。歴史家カラム・マクドナルド（Callum Macdonald）はこの見解を支持した。
ヨーロッパにおけるイギリスの諜報網にもたらされた損害で、新首相ウィンストン・チャーチルは1940年に、自らの間諜と妨害工作の組織である特殊作戦執行部（SOE: Special Operations Executive）を創設した。当事件はチェンバレン政権が、国へ最高度の戦争への努力を説きつつも、なおドイツとの取り引きを探求していた事実を露わにした。これがチャーチルを怒らせ、彼はその後の戦争中、ドイツにおけるヒトラーの対抗勢力への支援へ反対するに至った。
ヒトラーは当事件を、オランダが自らの中立性を破ったとする主張へ利用した。オランダの諜報員クロップは身分証明書類をドイツ側によって進んで誤用され、その存在は「イギリスとオランダの情報機関の協業の証拠、そして1940年5月のドイツによるオランダ侵攻を正当とする理由づけ」を充分に示すものであった。
ナウヨックスは拉致の翌日に、ヒトラーより鉄十字章を授与された。シェレンベルクはニュルンベルク裁判で、他のナチス関係者に対する証拠を提供した。彼は1952年に、42歳で亡くなった。

### イギリス諜報員のその後
ベストとスティーヴンスは、ベルリンのブリンツ・アルブレヒト通りにあるゲシュタポ本部で尋問を受けた後に、ザクセンハウゼン強制収容所に送致された。両者は、ゲシュタポが警護する囚人のために確保されたT字型の建物に分離して収監された。ザクセンハウゼン滞留中に、他の警護下囚人であったゲオルク・エルザーと内密の手紙をやり取りしたと、ベストは主張する。
1941年1月、スティーヴンスはザクセンハウゼンからダッハウ強制収容所の地下壕へと移され、ベストや他の警護下囚人とともに1945年4月に退避するまで、その地に留まっていた。ベストは一時的にブーヘンヴァルト強制収容所に、次いで1945年4月9日にダッハウ強制収容所の「地下壕」に移された。偶然ながら、ダッハウでエルザーが処刑された同日であった。
1945年4月24日、ベストとスティーヴンスは他の高位の囚人たち140名とともにダッハウを離れ、南チロルへと向かう車列の人となった。1945年5月4日にニーダードルフ近傍の湖畔のホテル「ブラーイエス・ヴィルトバート」で、彼らは前進してきたアメリカ陸軍により自由の身となった。